# Gimnastyka na Letnich Igrzyskach Olimpijskich 1964
Wyniki zawodów gimnastycznych, które odbyły się podczas Letnich Igrzysk Olimpijskich 1964 w Tokio.

## Medaliści

### Mężczyźni
| Konkurencja            |                    |                                             |                   |
| ---------------------- | ------------------ | ------------------------------------------- | ----------------- |
| Wielobój indywidualnie | Yukio Endō         | Shūji Tsurumi Wiktor Lisicki Boris Szachlin | -                 |
| Wielobój drużynowo     | Japonia            | ZSRR                                        | Niemcy            |
| Ćwiczenia na podłodze  | Franco Menichelli  | Yukio Endō Wiktor Lisicki                   | -                 |
| Skok                   | Haruhiro Yamashita | Wiktor Lisicki                              | Hannu Rantakari   |
| Poręcz                 | Yukio Endō         | Shūji Tsurumi                               | Franco Menichelli |
| Drążek                 | Boris Szachlin     | Jurij Titow                                 | Miroslav Cerar    |
| Kółka                  | Takuji Hayata      | Franco Menichelli                           | Boris Szachlin    |
| Koń z łękami           | Miroslav Cerar     | Shūji Tsurumi                               | Jurij Capienko    |

### Kobiety
| Konkurencja            |                  |                                 |                  |
| ---------------------- | ---------------- | ------------------------------- | ---------------- |
| Wielobój indywidualnie | Věra Čáslavská   | Łarysa Łatynina                 | Polina Astachowa |
| Wielobój drużynowo     | ZSRR             | Czechosłowacja                  | Japonia          |
| Ćwiczenia na podłodze  | Łarysa Łatynina  | Polina Astachowa                | Anikó Ducza      |
| Skok                   | Věra Čáslavská   | Łarysa Łatynina Birgit Radochla | -                |
| Poręcz                 | Polina Astachowa | Katalin Makray                  | Łarysa Łatynina  |
| Równoważnia            | Věra Čáslavská   | Tamara Manina                   | Łarysa Łatynina  |

## Klasyfikacja medalowa
| Klasyfikacja medalowa | Klasyfikacja medalowa | Klasyfikacja medalowa | Klasyfikacja medalowa | Klasyfikacja medalowa | Klasyfikacja medalowa |
| --------------------- | --------------------- | --------------------- | --------------------- | --------------------- | --------------------- |
| Miejsce               | Reprezentacja         | Złoto                 | Srebro                | Brąz                  | Razem                 |
| 1.                    | Japonia               | 5                     | 4                     | 1                     | 10                    |
| 2.                    | ZSRR                  | 4                     | 10                    | 5                     | 19                    |
| 3.                    | Czechosłowacja        | 3                     | 1                     | 0                     | 4                     |
| 4.                    | Włochy                | 1                     | 1                     | 1                     | 3                     |
| 5.                    | Jugosławia            | 1                     | 0                     | 1                     | 2                     |
| 6.                    | RFN                   | 0                     | 1                     | 1                     | 2                     |
| 6.                    | Węgry                 | 0                     | 1                     | 1                     | 2                     |
| 7.                    | Finlandia             | 0                     | 0                     | 1                     | 1                     |